# Enduro (brdski biciklizam)
Enduro je oblik brdsko-biciklističkog natjecanja koje se sastoji od više etapa utrka spusta na kojima se mjeri vrijeme te prijelaznim etapama - transferima, na kojima se vrijeme ne mjeri. Cilj ovakvog tipa natjecanja je na mjerenim etapama (spust) imati što bolje vrijeme, a pobjednik je onaj koji na kraju svih etapa ima zbirno najbolje vrijeme. Spustovi su iz perspektive vožnje tehnički vrlo zahtjevni dok transferi stavljaju naglasak na izdržljivost i kondiciju. Iako se na transferima ne mjeri vrijeme tj. ne utječe na rezultat, često postoje vremenska ograničenja u kojima se moraju završiti. Enduro natjecanja se najčešće odvijaju u jednom ili dva dana, a postoje i višednevne utrke u trajanju od tjedan dana . Prema pravilima na službenim stranicama  Hrvatskog biciklističkog saveza (HBS): enduro utrka se sastoji od minimalno tri mjerene etape pri čemu se na istoj trasi voziti smije do dva puta. Ukupna visinska razlika natjecanja mora iznositi između 800m i 1500m. Vrijeme prolaska svih etapa trebalo bi biti između 12 minuta i 30 minuta. Ciljevi svake etape mora biti na manjoj nadmorskoj visini od starta iste etape, a očekuje se da pojedine etape imaju minimalno 200 metara negativne visinske razlike i maksimalno 10% uspona. Između svake staze transferi moraju biti vidno označeni. U Hrvatskoj se nacionalno prvenstvo u enduru održava od 2014.,[nedostaje izvor] i to svake godine. U susjednoj Sloveniji održava se serija pod nazivom SloEnduro  koja uključuje i utrke u Hrvatskoj. Osim lokalnih (nacionalnih) postoji natjecanje i na svjetskoj razini pod nazivom Enduro World Series   Arhivirana inačica izvorne stranice od 12. siječnja 2016. (Wayback Machine) koje je aktivno od 2013. godine. Najveći broj enduro natjecanja održava se u Europi i Sjevernoj Americi, iako se i u ostalim dijelovima svijeta (Južna Amerika, Azija, Australija) održava sve veći broj natjecanja.
Enduro je specifičan po tome što zahtjeva od natjecatelja i veliku izdržljivost (transferi mogu biti dugački s velikom visinskom razlikom) i veliku tehničku sposobnost na mjerenim etapama (strme staze s puno korijenja i kamenja), dakle spoj je XC i natjecanja u spustu. Zbog toga su i bicikli specifični i po nekim parametrima su između navedenih disciplina (konstrukcija okvira, hod vilice, zaštitna oprema itd.). 

## Vanjske poveznice
- Trans-Provence utrka
- HBS
- SloEnduro liga
- EWS liga  Arhivirana inačica izvorne stranice od 12. siječnja 2016. (Wayback Machine)
- UCI - Brdski biciklizam
- Enduro MTB Magazine
- Beginners Guide to Enduro: What the hell is it?
- Enduro, it’s only a name... right?  Arhivirana inačica izvorne stranice od 11. kolovoza 2014. (Wayback Machine)